# Blériot Aéronautique

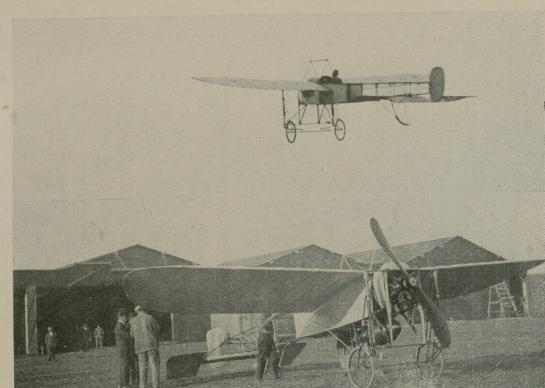
Een Blériot XI tijdens een vlucht.

Blériot Aéronautique was een Frans vliegtuigmerk dat in 1909 werd opgericht door Louis Blériot. In de jaren 20 van de 20e eeuw maakte Blériot ook motorfietsen met het merk Blériot in het Franse Suresnes.
Tijdens de Eerste Wereldoorlog kreeg de Blériot een flinke impuls en werd er een fabriek geopend in het Engelse Addlestone. Deze fabriek maakte tevens vliegtuigen voor het merk SPAD.

## Vliegtuigen
| - Blériot III (1906) - Blériot V (1907) - Blériot VI (1907) - Blériot VII (1907) - Blériot VIII (1908) - Blériot XI (1909) - Blériot XII (1909) - Blériot 110 (1930) | - Blériot 115 - Blériot 123 - Blériot 125 - Blériot 127 - Blériot 135 - Blériot 155 - Blériot 165 - Blériot 5190 (1933) |